# Sint Claverbond
De Stichting Sint Claverbond is de missiebond van de Nederlandse Jezuïetenprovincie in Nederlands-Indië/Indonesië. Ze is op 19 maart 1898 opgericht op initiatief van Fredericus Heynen en vernoemd naar de missionaris Petrus Claver die het jaar voor de oprichting heilig verklaard was.
De leiding van de bond en de gezamenlijke administratie berustten bij het bestuur van de Nederlandse provincie der Jezuïeten. De dagelijkse werkzaamheden van de Claverbond waren toevertrouwd aan de directeur van de St. Claverbond, die tegelijkertijd ook de secretaris van de provinciaal was. Leo Regout vervulde deze functie van 1887 tot zijn overlijden in 1908. In 1922 werden deze functies gescheiden, en provinciaal Raaymakers benoemde pater Keller als directeur van de Claverbond. Keller was van 1922 tot 1946 onafgebroken directeur van de St. Claverbond. In het jaar van zijn benoeming (1922) werd het kantoor van de St. Claverbond vanuit Den Haag overgebracht naar Nijmegen.